# 高似孫
高 似孫（こう じそん、生没年不詳）は、南宋の文人で、『史略』『子略』『緯略』など多くの書物を著したことによって知られる。生卒年は不明だが、12世紀後半から13世紀前半の人物である。字は続古。

## 生涯
高似孫は明州鄞県（現在の浙江省寧波市海曙区）の人。父の高文虎は翰林学士で、著書に『天官書集註』（現存せず）があった。高似孫は早熟であり、父が程大昌から『演繁露』を借りたときに、それを読んで『繁露詁』という書物を書いたが、そこには程大昌の本に載っていないことが多かったという。陳振孫によると、高似孫は淳熙11年（1184年）の進士だったが、韓侂冑に媚びた詩を作ったため、清議の士は高似孫を軽蔑した。のちに宝慶元年（1225年）、処州（現在の浙江省麗水市あたり）の知州をつとめたが、ひどい貪官であったという。官は礼部郎であった。

## 著作
陳振孫『直斎書録解題』、『宋史』芸文志、および『鄞県志』などによれば、高似孫には以下の書物があった。
- 『経略』 - 現存せず。おそらく経書の目録。
- 『史略』6巻（1225年序） - 史書の目録。中国では早く滅びたが、日本に残った。
- 『子略』4巻 - 諸子の目録。
- 『集略』 - 現存せず。おそらく集部の諸書の目録。
- 『緯略』12巻 - 上記の4略および『騒略』から漏れた細かい事柄を記したもの[7]。
- 『騒略』3巻 - 楚辞にならって作った文学作品。
- 『詩略』 - 現存せず。
- 『蟹略』4巻 - 北宋の傅肱『蟹譜』をもとに作った、蟹に関する書物。
- 『硯箋』1巻（1223年序） - 硯に関する書物。
- 『剡録』10巻 - 嵊県（現在の紹興市嵊州市、剡は古名）の地志。
- 『疎寮集』3巻 - 現存せず。『四庫全書』には高翥『信天巣遺稿』の附録として『疏寮小集』1巻を収録する。
- 『煙雨集』 - 現存せず。
- 『選詩句図』1巻（1222年序）
- 『文苑英華鈔』4集 - 『文苑英華』から作文の役に立つ句を抜粋したもの。
- 『唐科名記』1巻 - 『重較説郛』に収める。唐の科挙の科名一覧。
- 『唐楽曲譜』1巻 - 『重較説郛』に収める。唐楽の曲名一覧。

また、『蘭亭考』12巻は宋の桑世昌の著書を後に高似孫が編集したものという。

## 評価
同時代の陳振孫は『疎寮集』の解題で高似孫のことをひどく悪く書いており、人の知らない本を読むことを博学と勘違いし、作る文章も晦渋であるほどよいと考えておかしな文章を作っているが、詩には見所もあると評している。
元の馬端臨『文献通考』経籍考ではしばしば「高氏子略曰」といって『子略』を引用している（『緯略』も引く）。
内藤湖南は高似孫の目録学を非常に高く評価しており、宋の時代の一般的なやり方と異なり、昔からあるものを組織することで自らの学問を考えたので、当時の人には批判されたが、実際には非常にすぐれていて、鄭樵以後の目録学に一新紀元をなしたと言っている。